# Novoměstská sokolovna
Novoměstská sokolovna je budova s tělocvičnou vystavěná Tělovýchovnou jednotou pražskou (později TJ–Sokol) v pražské Sokolské ulici č. 1437/43 na Novém Městě v městské části Praha 2. Novorenesanční budova vznikla podle návrhu architekta Vojtěcha Ignáce Ullmanna realizovaného v letech 1862–1863, většinovou část nákladů hradil spoluzakladatel Sokola Jindřich Fügner. Budova je sídlem Sokola pražského a historicky první postavenou sokolovnou, svébytným typem budovy sportovny využitelné k pořádání společenských akcí, který začal být realizován na celém území zemí Koruny české a později i první republiky.

## Historie

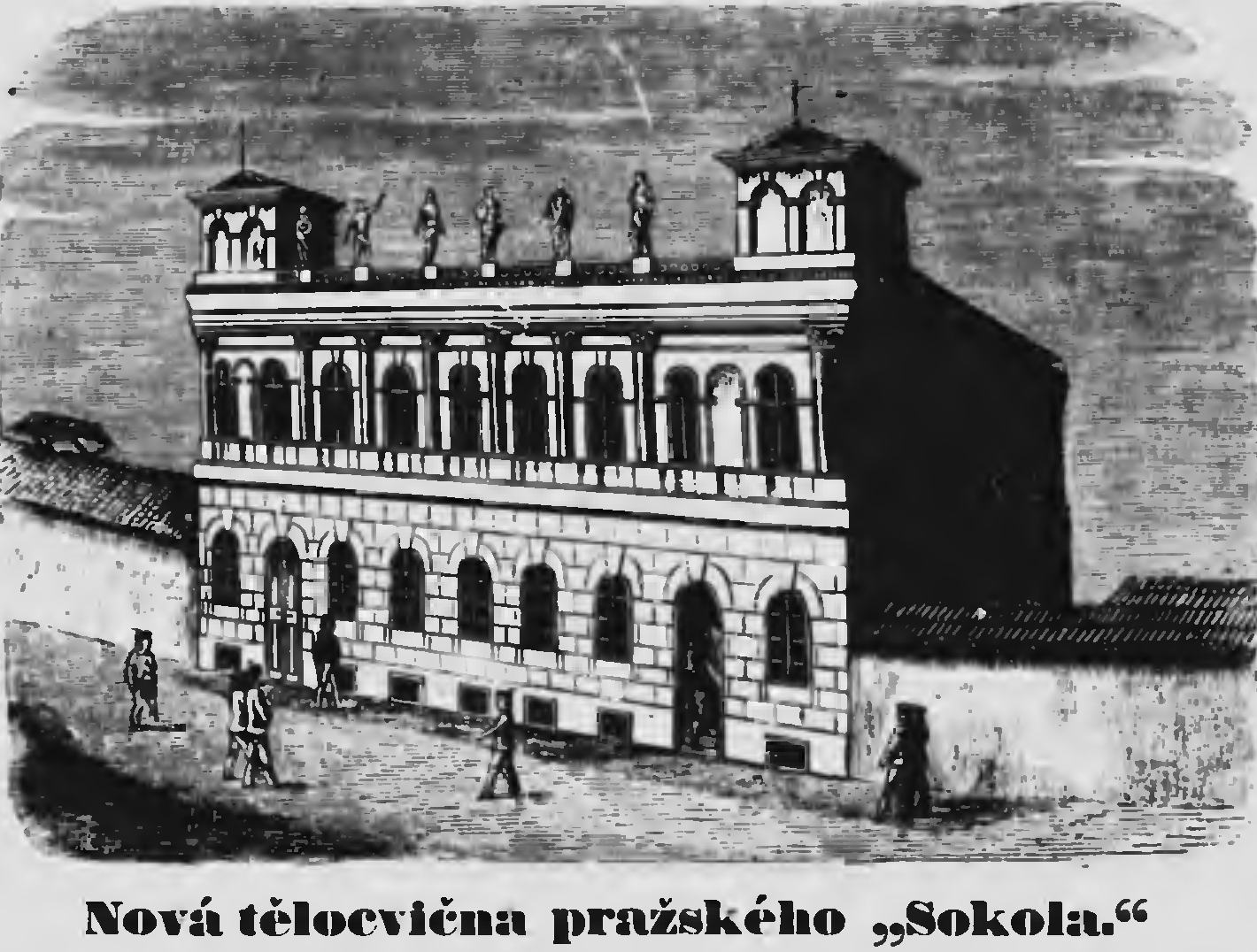
Kresba původní podoby budova Sokola Pražského, vyobrazení z roku 1864

Tělovýchovná jednota pražská (roku 1864 přejmenovaná na Tělovýchovná jednota Sokol) založená roku 1862 usilovala o stavbu vlastní budovy s tělocvičnou, doposud využívala prostory tělocvičného ústavu Jana Malýpetra v Panské ulici.
V roce 1862 bylo získáno místo v místě bouraných městských hradeb na pozdější Sokolské třídě kolmé na Žitnou ulici, při jedné z hlavních spojnic Nového Města a Vinohrad, poblíž Petrova náměstí. Byl vybrán projekt architekta Vojtěcha Ignáce Ullmanna, který čerstvě dokončil stavbu budovy Prozatímního divadla, jeho angažmá mělo též vlastenecký podtext. Sokolské cvičení s hloubením základů sokolovny proběhlo 15. března 1862, roku 1863 byla pak stavba dokončena a otevřena jako hlavní sídlo Sokola pražského. Malířskou výzdobu vytvořili malíři Jan Preisler a František Ženíšek.
Hlavní část nákladů na stavbu a koupi pozemku nesl Jindřich Fügner, který byl spolu s Miroslavem Tyršem jednou ze dvou z klíčových postav Sokola. Zbylé potřebné prostředky byly získány ze sokolské sbírky. Po Fügnerově smrti roku 1865 nesla tělocvična v sokolovně jeho jméno. Za budovou ve vnitrobloku vznikla tělocvičná zahrada podle projektu stavitele Františka Beránka.
Architektonický vzor sokolovny byl následně používán po celých Čechách, kde začaly tyto stavby vznikat. Roku 1912 byla přistavěna druhá cvičebna pojmenovaná po Miroslavu Tyršovi. Roku 1937 byl s pozemkem propojen bytový dům postavený v Žitné ulici. K výrazné přestavbě došlo v 60. a 70. letech 20. století, budova byla navýšena a byl zastavěn přilehlý dvůr.

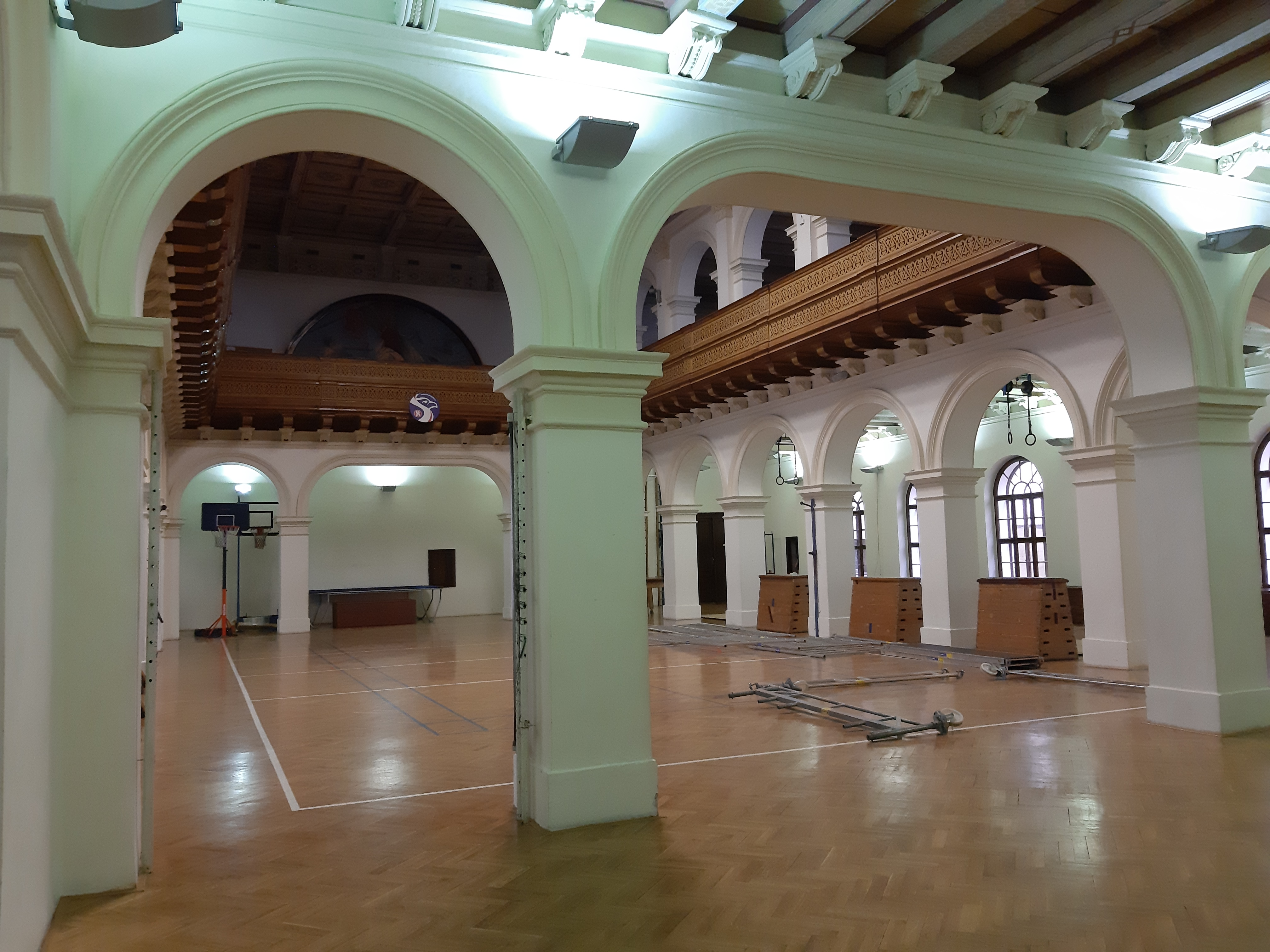
Velký sál

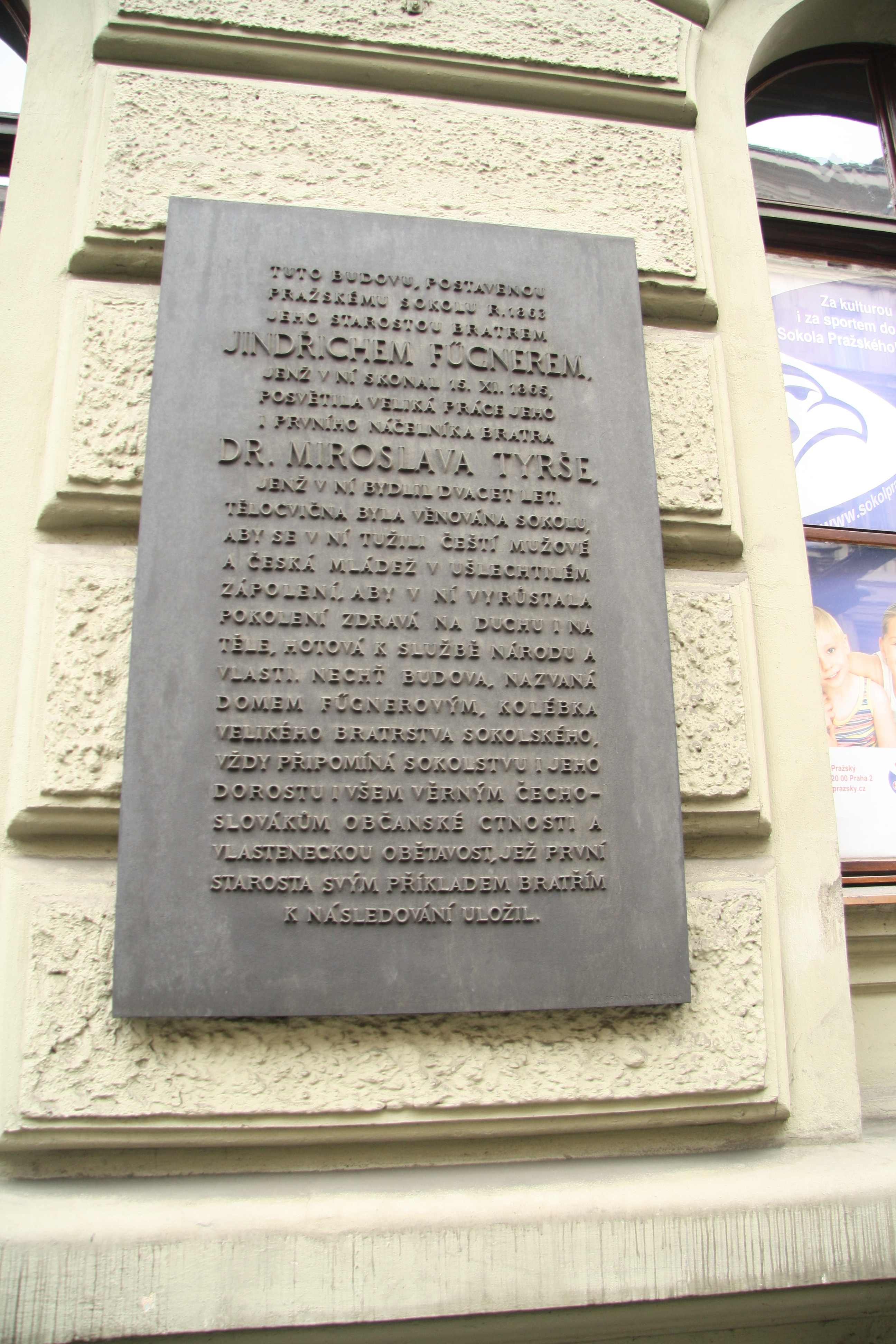
Pamětní deska Jindřichu Fügnerovi a Miroslavu Tyršovi na průčelí sokolovny

### Architektura stavby
Budova byla vystavěna z letech 1862 až 1863 na pozemku orientovaném do Sokolské ulice v neovorenesančním slohu. Nese bohatou štukovou fasádou a střešním zábradlím a maskarony Jindřicha Fügnera a Miroslava Tyrše, a u nich jejich motta Ni zisk ni slávu (Fügner) a Tužme se (Tyrš). Průčelí stavby tvoří původní patrová vstupní část budovy, tělocvična je svou delší stranou orientována do vnitrobloku.